# Hospitality Club

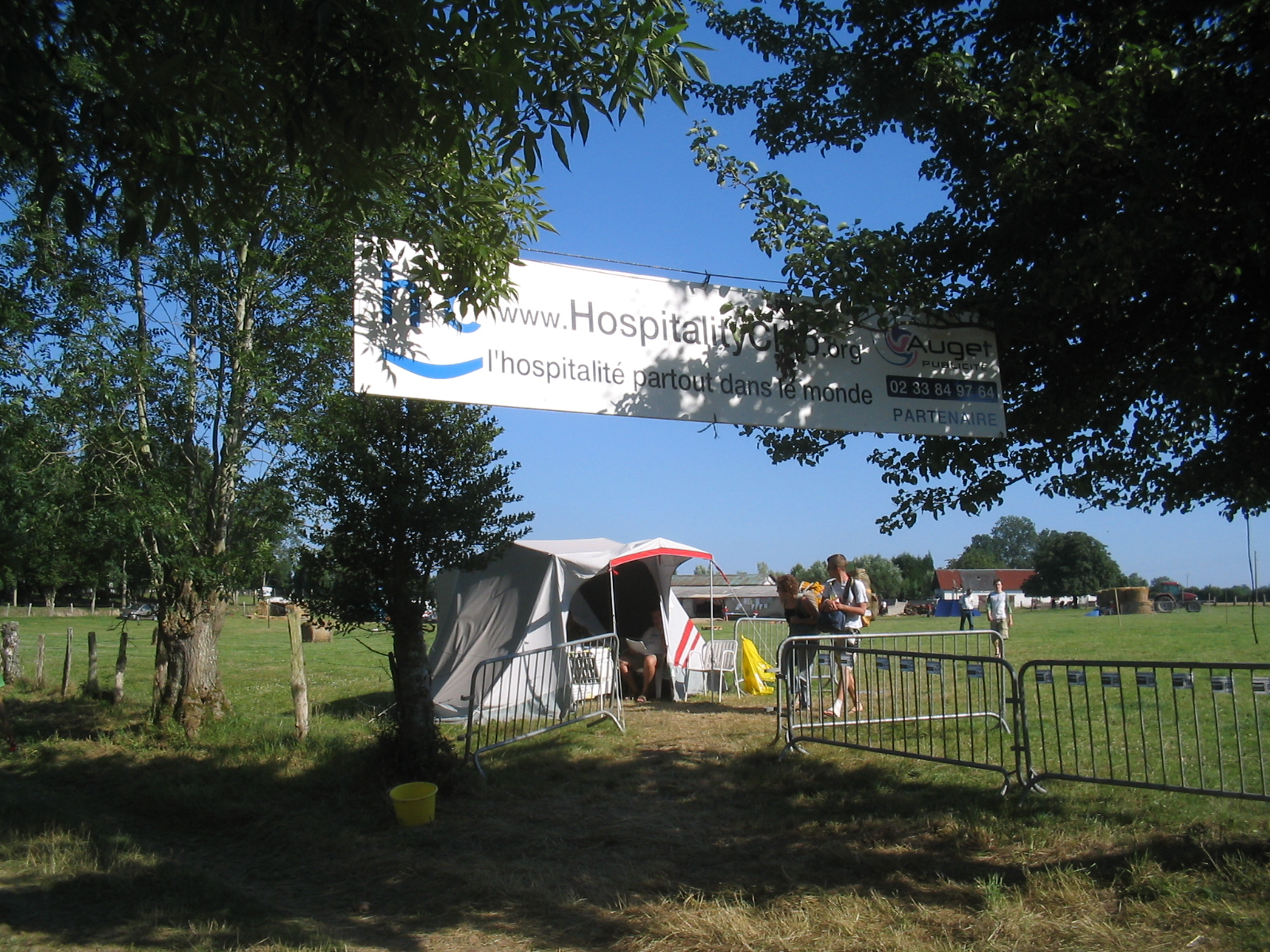
Egy HC-táborhely bejárata

IPA: [ֽhɑspɪ'tælɘtɪ 'klʌb]; magyarul: Vendéglátó Klub.
Nemzetközi, internetalapú, ingyenes klub, amelynek tagjai ingyenes szállást és egyéb szolgáltatásokat biztosíthatnak egymás számára. A klubnak 707 253 tagja van a Föld 227 országában.
A szervezetet Veit Kühne alapította 2000-ben.

## Külső hivatkozások
hospitalityclub.org Archiválva 2011. november 8-i dátummal a Wayback Machine-ben